# Ödenäs församling
Ödenäs församling är en församling i Kullings kontrakt i Skara stift. Församlingen ligger i Alingsås kommun i Västra Götalands län. Församlingen ingår i Alingsås pastorat.

## Administrativ historik
Församlingen har medeltida ursprung.
Församlingen har varit och är i pastorat med Alingsås (stads/lands)församling som moderförsamling.

## Kyrkor
- Ödenäs kyrka